# Nécropole des Pianacce

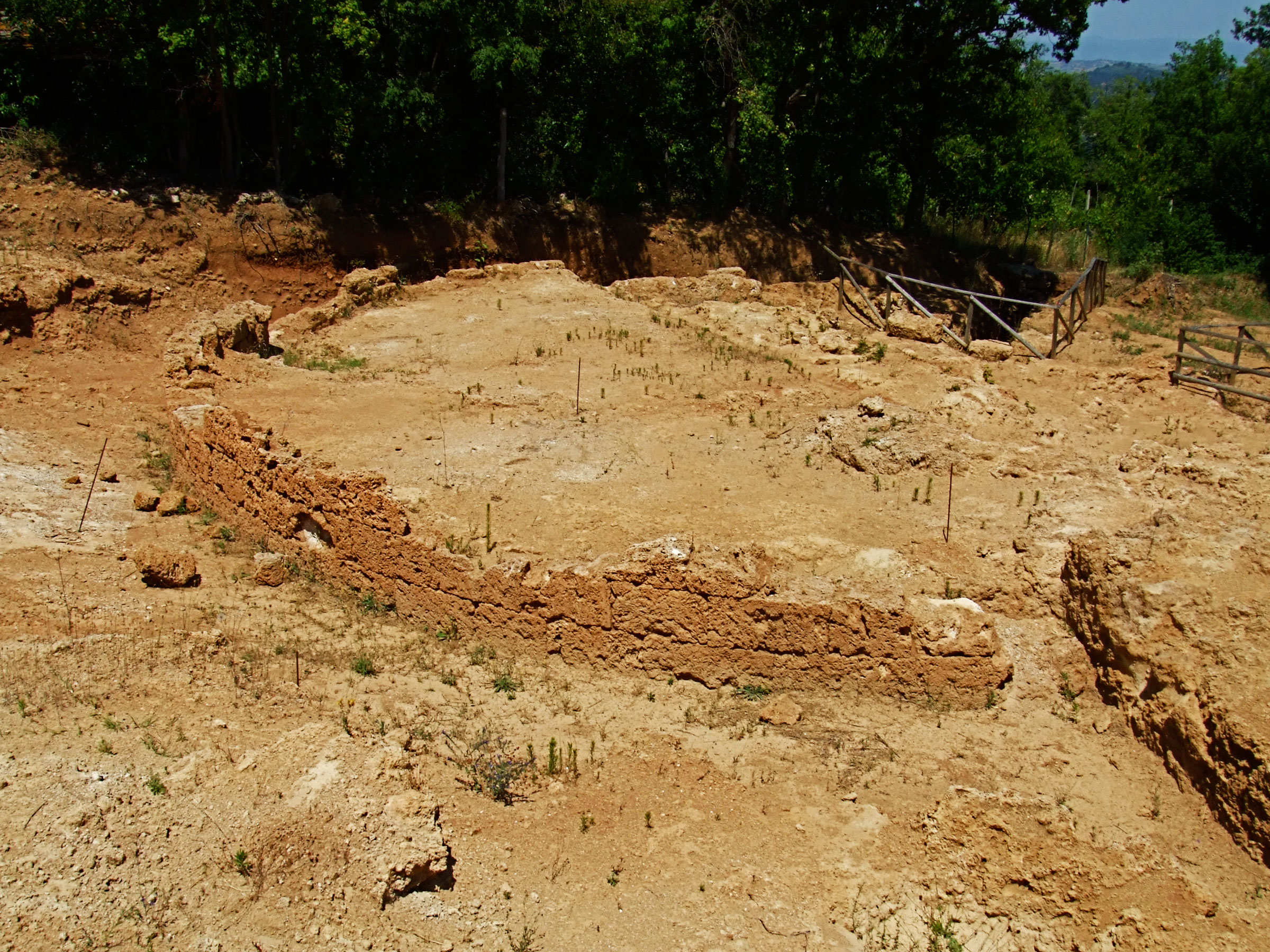
Structure semi-circulaire en blocs de tuf

La nécropole des Pianacce (en italien, necropoli delle Pianacce) est une nécropole étrusque datant du VIIIe siècle av. J.-C., située à Sarteano, dans la province de Sienne, en Toscane (Italie).

## Situation
La nécropole des Pianacce est une nécropole étrusque située à Sarteano, dans la province de Sienne. Elle se trouve à environ 2 km du centre de la ville, le long de la route menant à la petite cité de Cetona.

## Historique
La nécropole des Pianacce a été explorée pour la première fois par Guglielmo Maetzke en 1954. À ce moment ont été mises au jour deux structures à hypogée, dont une de grandes dimensions avec un couloir d'accès monumental (dromos), d'une longueur d'environ 30 m, encore visible actuellement.
Depuis 2000, des fouilles ont été entreprises sous la direction du Musée civique d'archéologie de Sarteano et du Gruppo archeologico Etruria. Ces fouilles ont permis de découvrir de nombreuses tombes pouvant être datées entre la seconde moitié du VIe et le IIe siècle av. J.-C.
En 2003 a été découverte la tombe peinte dite « du quadrige infernal », datée du VIe siècle av. J.-C., dont les fresques sont visibles et accessibles, protégées par un sas de température et d'humidité. Elles sont en outre reproduites grandeur nature au musée de la ville.
En 2007 une structure monumentale de forme semi-circulaire a été mise  au jour. Celle-ci date de la période archaïque étrusque et a été construite en blocs de tuf. Elle était destinée à des rituels funéraires comme la prothesis (en), c'est-à-dire l'exposition du défunt.